# Коровин, Ювеналий Дмитриевич

Ювеналий Коровин. Рисунок А. М. Каневского

Ювеналий Дмитриевич Коровин (7 января 1914 года, Екатеринбург — 16 февраля 1991, Москва) — советский художник. Заслуженный художник РСФСР (1968).

## Биография
Ювеналий Коровин родился 7 января 1914 года в Екатеринбурге. Отец был юристом (репрессирован в 1938 году), мать — учительница математики. Подростком подрабатывал в геологической партии. Окончил Московский институт изобразительных искусств (графический факультет). Среди его учителей В. А. Фаворский, К. Н. Истомин, М. С. Родионов, П. Я. Павлинов. Участник Великой Отечественной войны, служил чертёжником в 7-й армии на Карельском фронте. Член Союза художников СССР с 1946 года.
Работал в различных техниках: станковой живописи, эстампа, рисунка, литографии. Автор большой серии эстампов и рисунков, посвящённых советскому цирку, удостоенной золотой медали на выставке в Лейпциге осенью 1959 г. Автор серии акварелей и карандашных рисунков о VI фестивале молодежи и студентов в Москве.
Коровин был председателем бюро графической секции Московского союза художников; после скандала с посещением Хрущёвым выставки в Манеже по распоряжению парторганизации МОСХа отстранён работы в бюро секции, где состояли вызвавшие нападки «абстракционисты»; сам Коровин выступал против их преследования.
Книжный иллюстратор русской классики («Ревизор» Н. В. Гоголя) и детской литературы («Почта» и «Хороший день» С. Я. Маршака; «Детям» В. В. Маяковского; «Дядя Стёпа» С. В. Михалкова; «Чем пахнут ремёсла» и «Какого цвета ремёсла» Дж. Родари; русские народные сказки: «Морозко», «Сестрица Алёнушка и братец Иванушка», «Терёшечка» и др.). Для его иллюстраций характерно использование акварели.
Персональные выставки проходили в Москве (1962, 1999, 2003). Работы художника находятся в Третьяковской галерее, во многих региональных музеях.
Жена Коровина, Антонина Павловна Замышляева-Коровина (1914 - 1996), также была иллюстратором книг для детей, членом МОСХа.